# Laguna Kara
Laguna Kara är en sjö i Bolivia.   Den ligger i departementet Potosí, i den sydvästra delen av landet, 400 km sydväst om huvudstaden Sucre. Laguna Kara ligger 4 525 meter över havet. Arean är 13,0 kvadratkilometer. Den sträcker sig 4,4 kilometer i nord-sydlig riktning, och 4,4 kilometer i öst-västlig riktning.
Trakten runt Laguna Kara är ofruktbar med lite eller ingen växtlighet. Trakten runt Laguna Kara är nära nog obefolkad, med mindre än två invånare per kvadratkilometer.